# Automeris denudata
Automeris denudata é uma espécie de mariposa do gênero Automeris, da família Saturniidae.